# Siêu mẫu

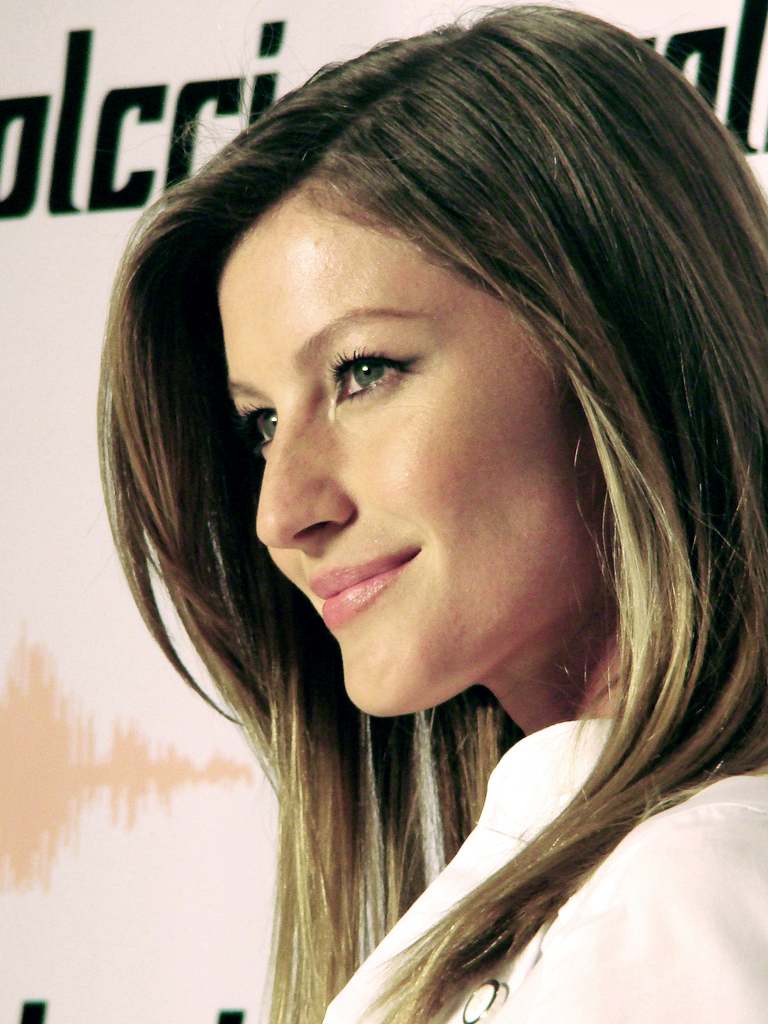
Gisele Bündchen, người mẫu được trả lương cao nhất thế giới từ năm 2003 đến năm 2016.

Siêu mẫu (tiếng Anh: supermodel, super-model hay super model) là những người mẫu thời trang cao cấp được trả lương cao, thường nổi danh trên khắp thế giới và thường có kinh nghiệm về thời trang cao cấp và làm người mẫu thương mại. Thuật ngữ này đã trở nên phổ biến và thường xuất hiện đặc biệt trong văn hóa đại chúng những thập niên thứ 80 và 90 của thế kỷ thứ 20.

## Lịch sử hình thành và phát triển

### Bắt nguồn
Cụm từ siêu mẫu (supermodel) được sử dụng sớm nhất vào năm 1891, trong một cuộc phỏng vấn với nghệ sĩ Henry Stacy Marks cho tờ tạp chí The Strand Magazine Vào ngày 6 tháng 10 năm 1942, một nhà văn có tên Judith Cass đã sử dụng cụm từ super model cho một bài viết của cô trên tờ Chicago Tribune, với nhan đề "Super Models Are Signed for Fashion Show" (dịch "Những siêu mẫu đã ký hợp đồng cho show diễn thời trang"). Sau đó năm 1943, một nhân viên tên là Clyde Matthew Dessner đã sử dụng cụm từ "siêu mẫu" trong một cuốn sách dạy làm người mẫu có tên "Thế là bạn muốn trở thành người mẫu!", trong đó Dessner viết, "Cô ấy sẽ là một siêu mẫu, nhưng cô gái trong cô ấy sẽ giống như cô gái trong bạn - thật bình dị, nhưng đầy tham vọng và sẵn sàng trau dồi bản thân". Theo cuốn Model: The Ugly Business of Beautiful Women (dịch :Người mẫu: Nền công nghiệp xấu xí của những phụ nữ xinh đẹp) soạn bởi Michael Gross, cụm từ supermodel được sử dụng lần đầu bởi Dessner vào những năm 1940. Năm 1949, tạp chí Cosmopolitan đã nhắc đến Anita Colby, người mẫu được trả lương cao nhất mọi thời đại, như một siêu mẫu : "Cô ấy từng là một siêu mẫu, một nữ diễn viên phòng vé tại Selznick và Paramount." Vào ngày 18 tháng 10 năm 1959, Tờ Chinatown News ở Vancouver đã miêu tả Susan Chew như một "siêu mẫu".

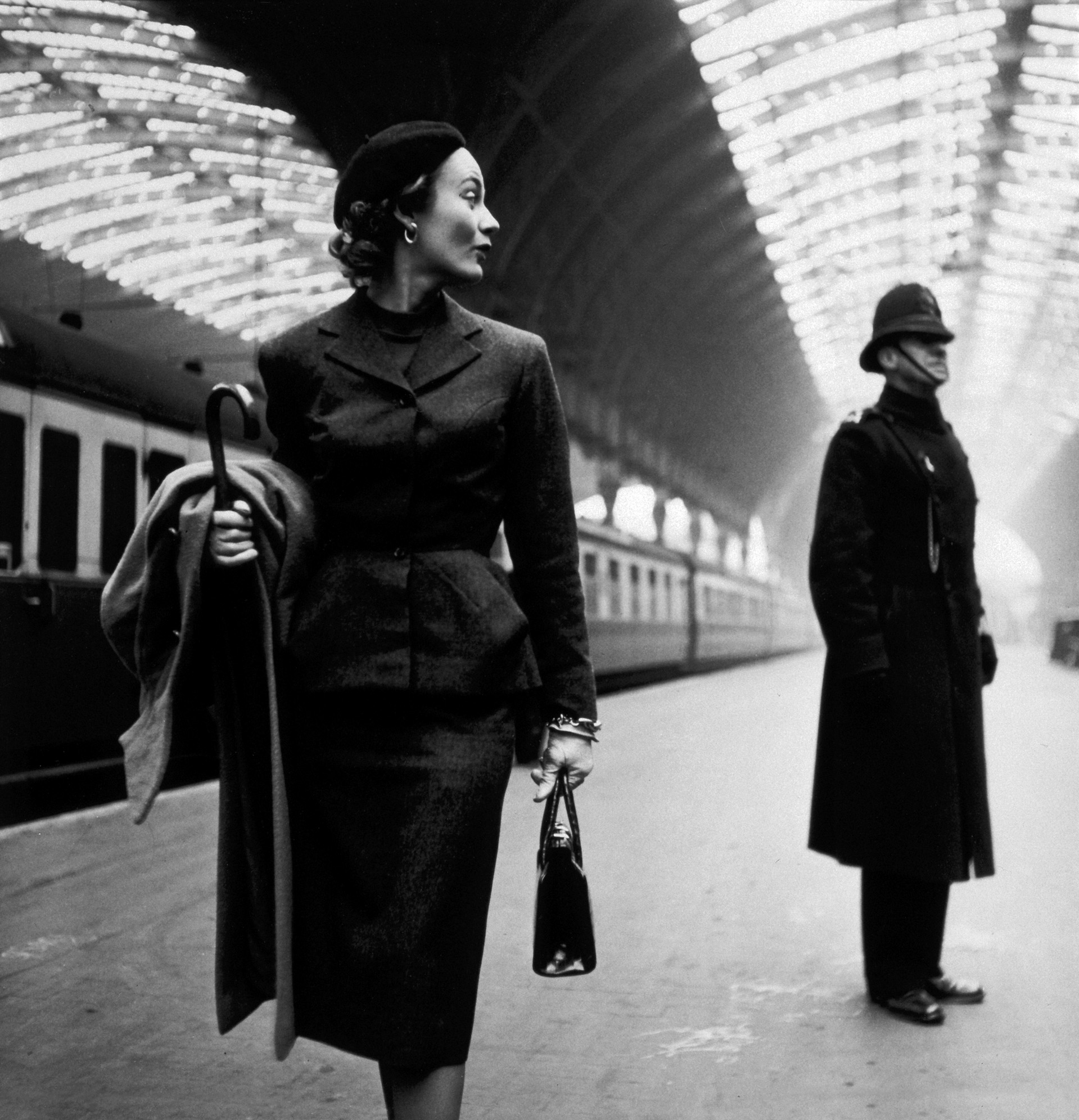
Lisa Fonssagrives tại nhà ga London Paddington năm 1951

Cụm từ "siêu mẫu" cũng từng được sử dụng một vài lần trên truyền thông vào những thập niên 1960 và 1970. Năm 1965, một cuốn bách khoa toàn thư có tựa đề American Jurisprudence Trials đã sử dụng cụm từ "siêu mẫu". Vào ngày 21 tháng 3 năm 1967, tờ The New York Times nhắc đến Twiggy như một siêu mẫu; Một bài báo số tháng 2 năm 1968 của tạp chí Glamour đã liệtckee tổng cộng 19 siêu mẫu; tờ The Chicago Daily Defender viết một bài có tựa đề "Nhà thiếp kế New Yorrk trở thành siêu mẫu" vào tháng một năm 1970; tờ The Washington Post và the Mansfield News Journal sử dụng cụm từ này năm 1971; và 1974, cả hai tờ Chicago Tribune và The Advocate đã sử dụng cụm từ này trong các bài viết của họ American Vogue sử dụng tưg siêu mẫu để miêu tả Jean Shrimpton trong ấn bản phát hành ngày 15 tháng 10 năm 1965 và từ "supermodel" trên bìa tạp chí để mô tả Margaux Hemingway vào ấn bản ra ngày 1 tháng 9 năm 1975. Hemingway cũng được gọi với danh xưng này trong ấn bản ngày 25 tháng bảy năm 1977 của tạp chí Time. Tạp chí Jet cũng gọi Beverly Johnson là siêu mẫu trong ấn bản ngày 22 tháng 12 năm 1977.
Người mẫu Janice Dickinson phát biểu rằng chính cô là người thai nghén cụm từ "siêu mẫu" vào năm 1979 là từ ghép của từ Superman và model nhưng thực sự không phải như vậy. Trong buổi phỏng vấn với tờ Entertainment Tonight, Dickinson nói rằng một người mẫu của công ty cô tên là Monique Pilar của Elite Model Management, đã hỏi cô "Janice, cô nghĩ cô là ai, Superman (Siêu nhân) à ?" Cô ấy đáp Monique, "Không;... Tôi là một supermodel (Siêu mẫu), cưng ơi, và cô sẽ nhắc đến tôi như một siêu mẫu cũng như thành lập ngay một phòng siêu mẫu trong công ty chúng ta ngay". Dickinson cũng từng được cho là siêu mẫu đầu tiên trên thế giới.
Tuy nhiên, cô Lisa Fonssagrives mới được công nhận rộng rãi là siêu mẫu đầu tiên trên thế giới, sự nghiệp của cô bắt đầu vào thập niên 1930. Cô đã xuất hiện ở hầu hết các tạp chí thời trang lớn và những tạp chí phổ thông  từ thập niên 1930 đến thập niên 1950, bao gồm Town & Country, Life, Vogue, tờ Vanity Fair gốc, Harper's Bazaar, and Time. Evelyn Nesbit (sự nghiệp bắt đầu vào khoảng thập niên 1900) và Dorian Leigh (sự nghiệp vào khoảng năm 1944) cũng được xem là những siêu mẫu đầu tiên trong lịch sử, cùng với Jean Shrimpton (đầu thập niên 1960), và Gia Carangi (cuối thập niên 1970).
Nữ người mẫu tóc vàng người Hà Lan, Wilhelmina Cooper, đang giữ kỉ lục là người lên bìa American Vogue nhiều nhất, khoảng 27 hay 28 lần trong suốt thập niên 1950 và 1960 . Cooper cũng tiếp tục là người sáng lập Wilhelmina Models công ty quản lý và đào tạo người mẫu vào năm 1967.

## Siêu mẫu thập niên 1980s

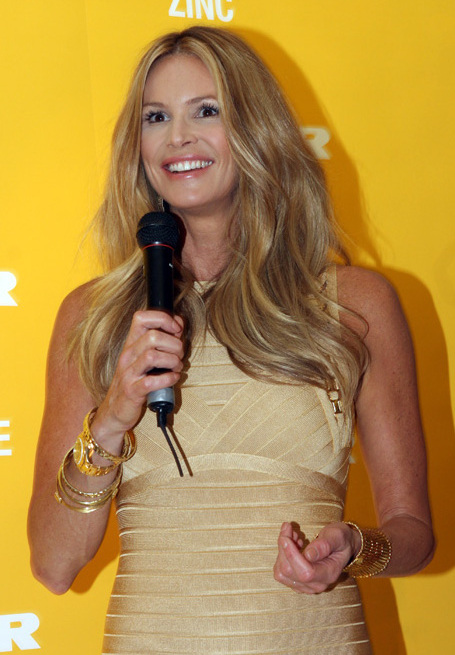
Elle Macpherson, biệt danh "The Body" trên tạp chí Time

## Siêu mẫu thập niên 1990s

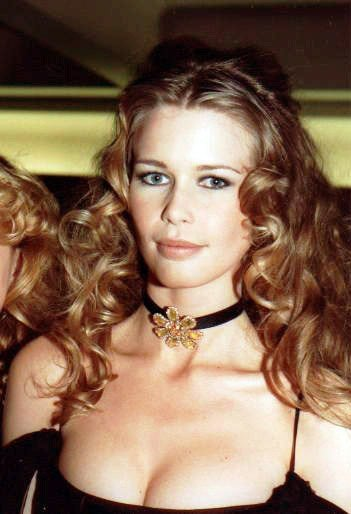
Claudia Schiffer nổi lên vào thập niên 90 như gương mặt đại diện Chanel

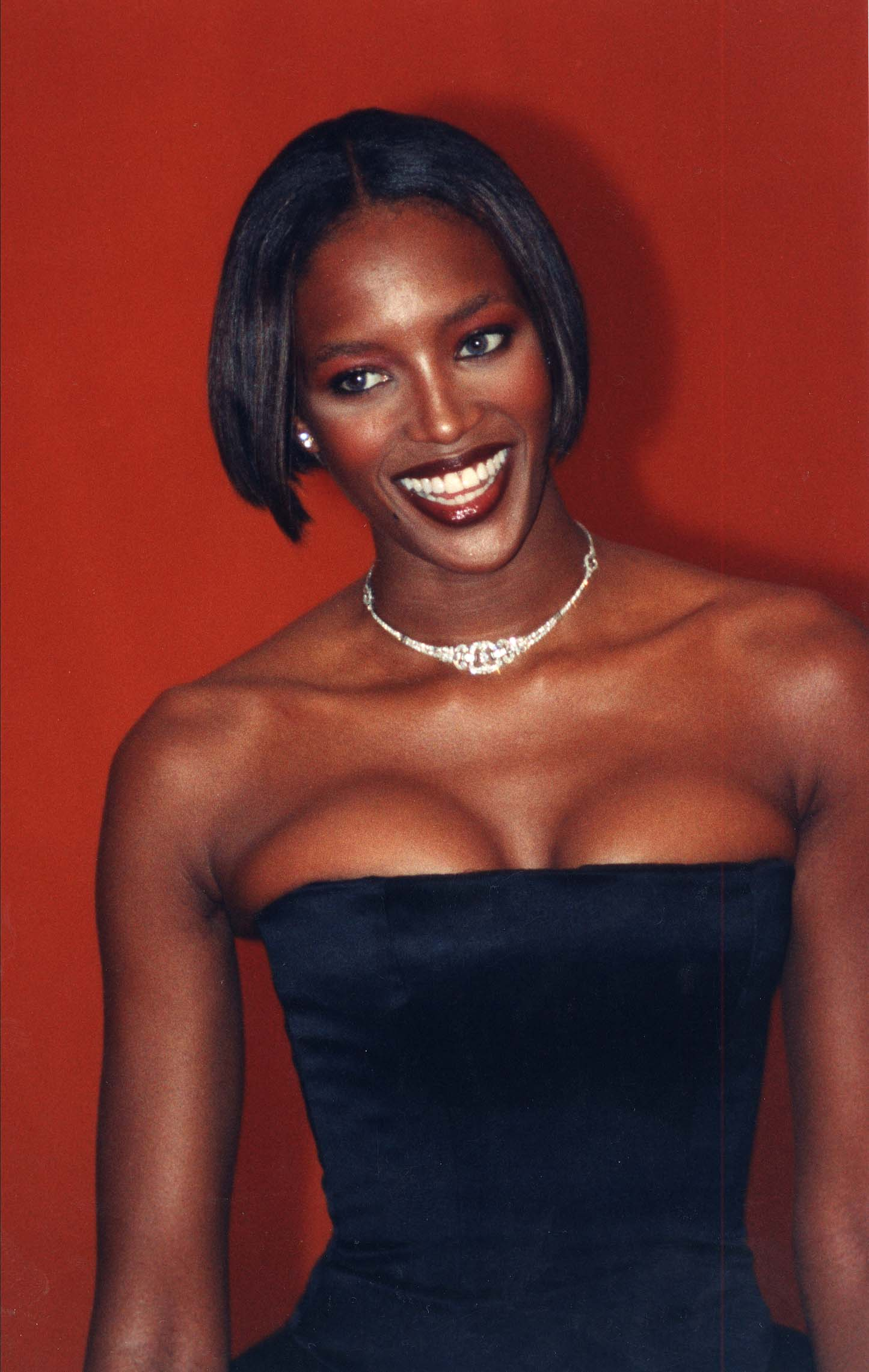
Naomi Campbell, một trong "Ngũ đại Siêu Mẫu" của thập niên 90

### Xếp hạng siêu mẫu thập niên 1990s

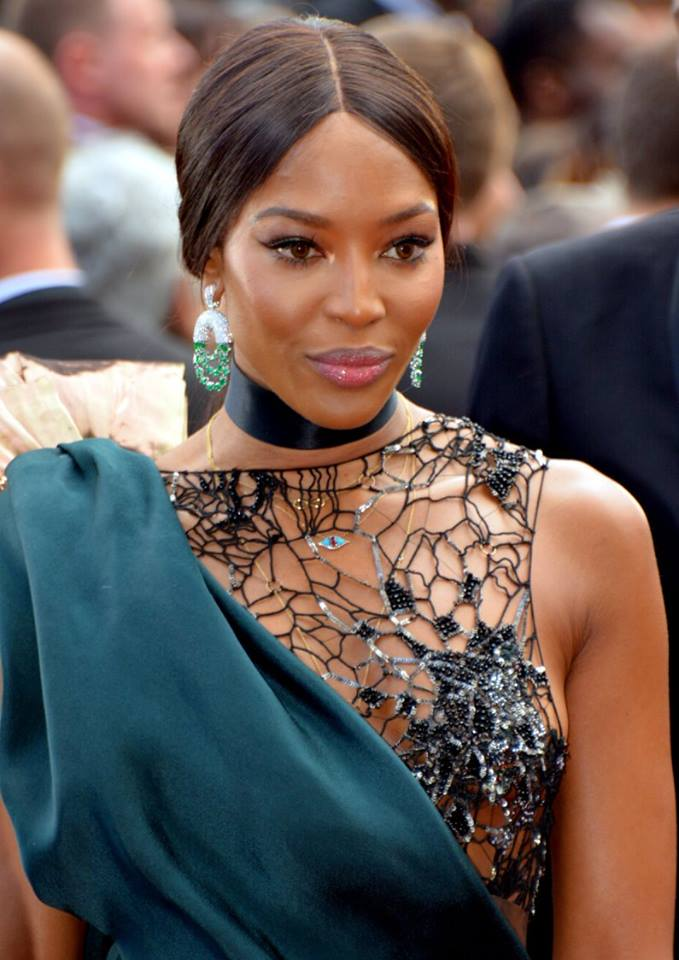
Siêu mẫu Naomi Campbell tại Liên hoan phim Cannes 2018.

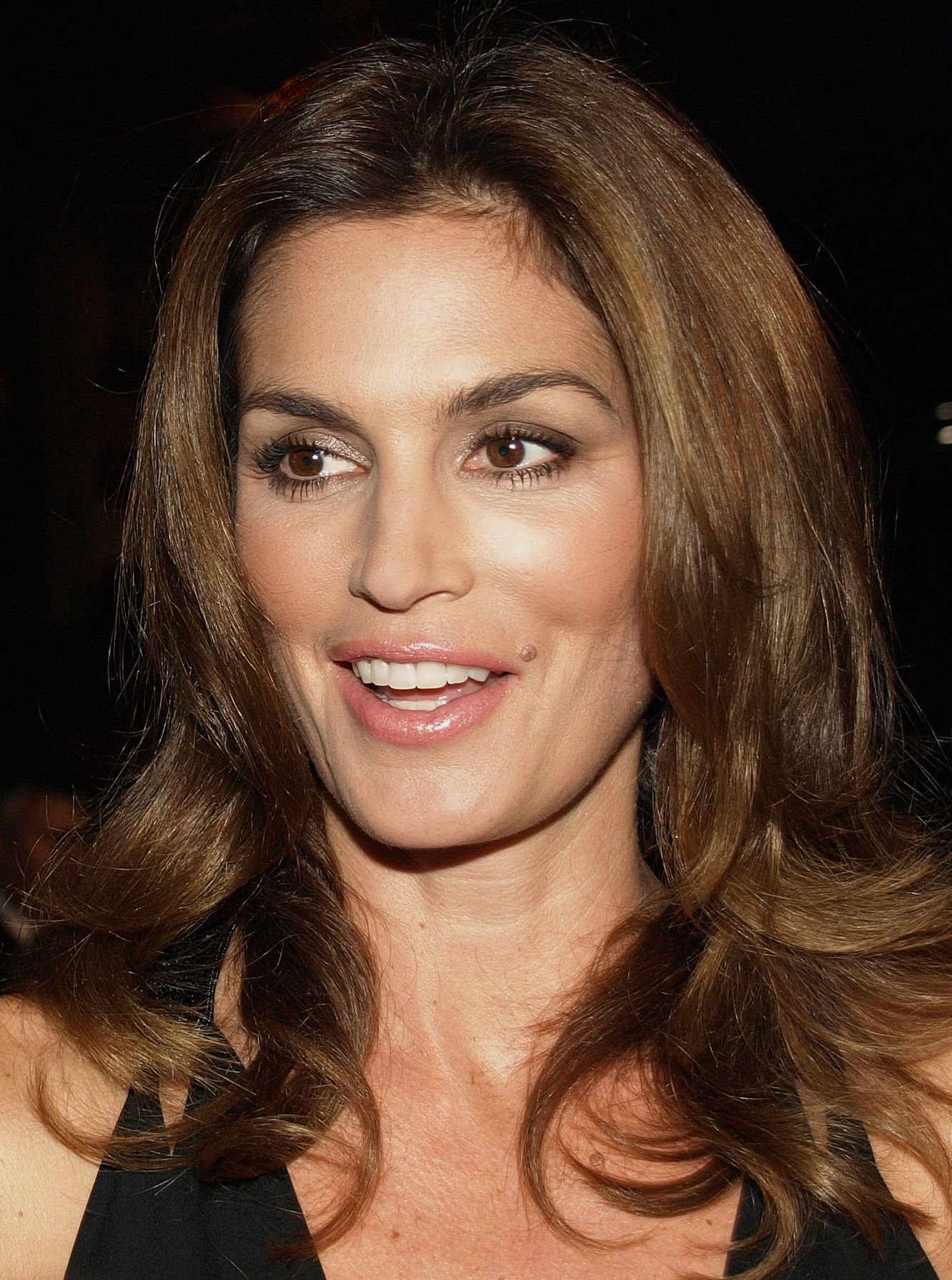
Siêu mẫu Cindy Crawford tại buổi ra mắt phim Fantastic Mr. Fox vào năm 2009.

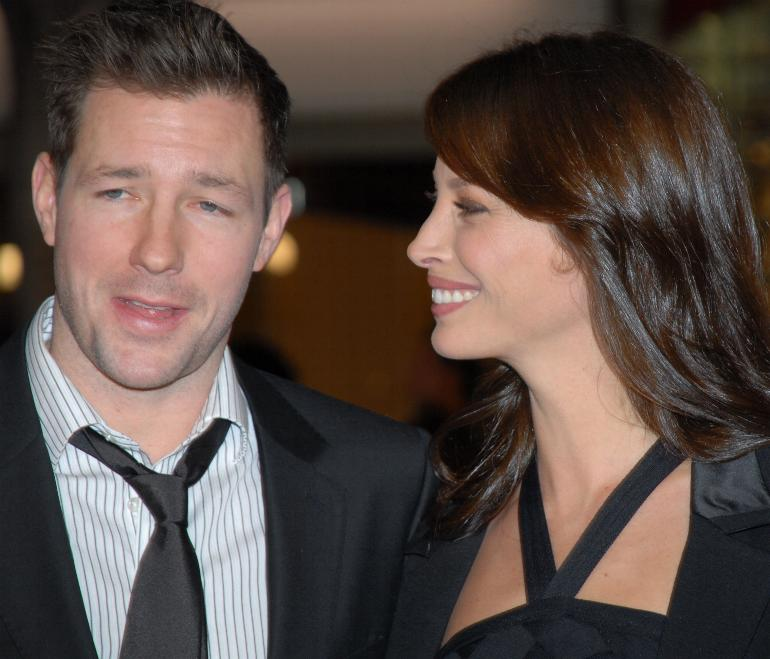
Siêu mẫu Christy Turlington và Ed Burns vào năm 2008.

## Siêu mẫu thập niên 2000s đến nay

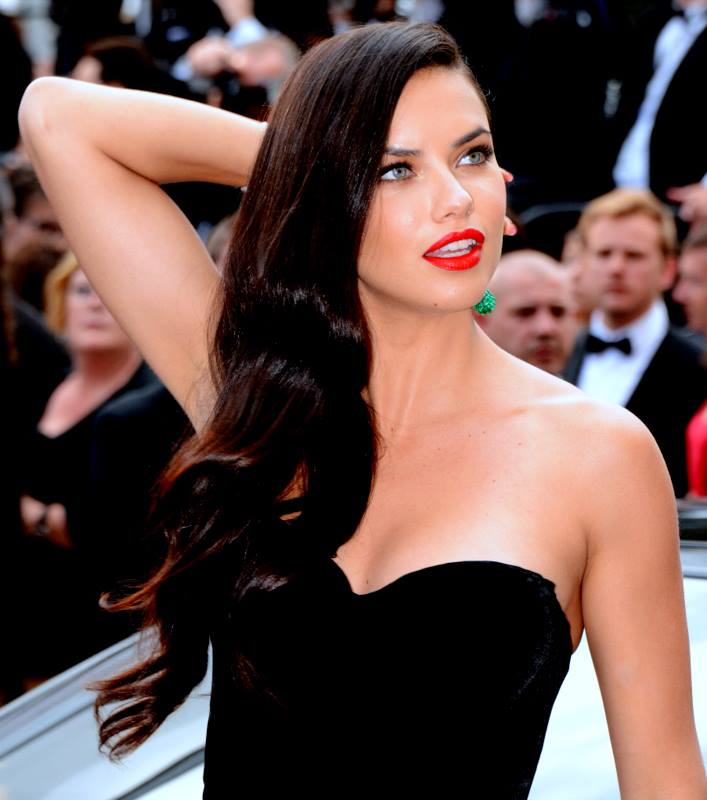
Adriana Lima, một trong những "Siêu mẫu mới" và thiên thần Victoria's Secret Angel dài hơi nhất

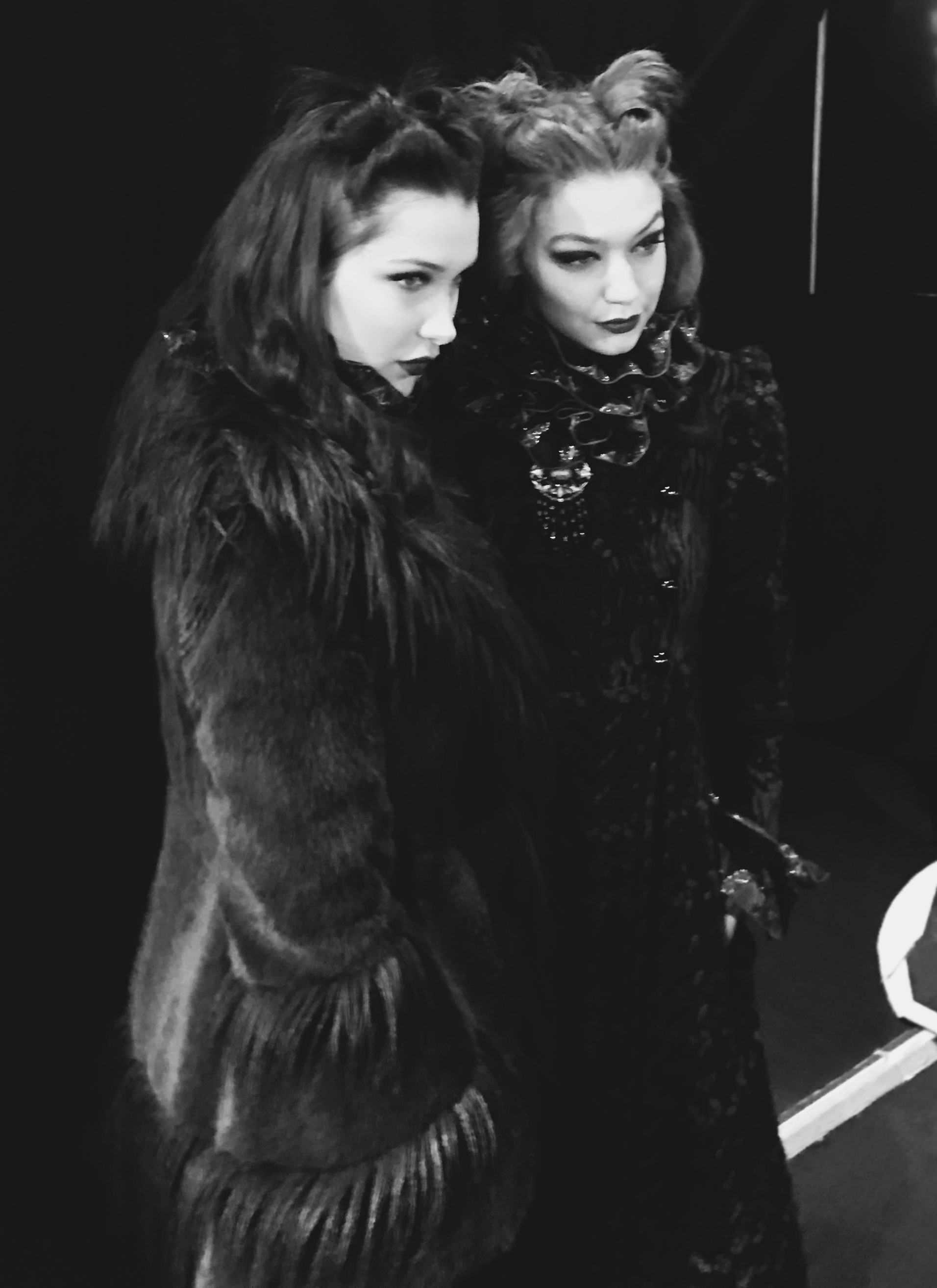
Bella Hadid (trái) and Gigi Hadid (phải), 2 siêu mẫu được trả lương cao nhất năm 2021.

### Siêu mẫu quá khổ

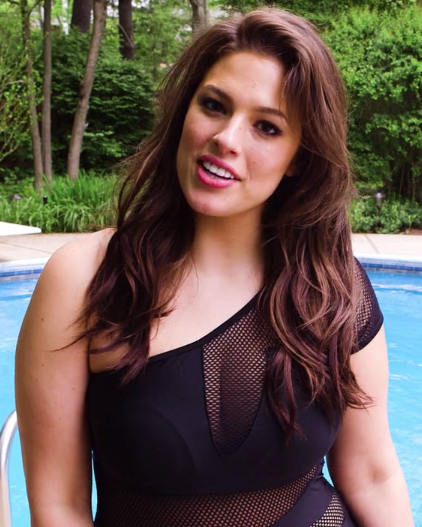
Ashley Graham, một người mẫu quá khổ

### Siêu mẫu size giữa hay trung bình

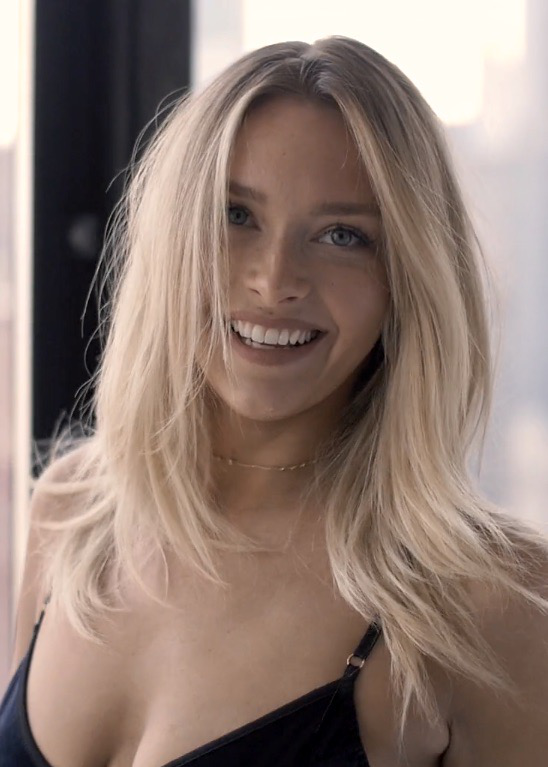
Camille Kostek, một người mẫu "size giữa" hay "trung bình"